# ألان واتسون (مؤرخ)
ألان واتسون (بالإنجليزية: Alan Watson)‏ هو مؤرخ بريطاني، ولد في 27 أكتوبر 1933 في هميلتون في المملكة المتحدة، وتوفي في 7 نوفمبر 2018 في أثينا في الولايات المتحدة.